# HTML-Kit
HTML-Kit是由chami.com制作的Microsoft Windows专有HTML编辑器。这个应用程序是一个全功能的HTML编辑器，设计用于编辑、设计版式、验证、预览和发布HTML、XHTML和XML语言的web页面。
HTML-Kit是免费软件，但是额外功能是向注册用户收费的。
HTML-Kit工具的Alpha版本（以前叫Build 300）正在开发中，目前仅供注册用户下载。Build 292是当前稳定版本，可以免费下载。

## 特性
HTML-Kit能高亮显示HTML代码，并有内置的预览功能。它包括内部、外部、服务器端和实时预览模式；支持FTP空间上传、下载和在线编辑文件。
HTML-Kit可以通过安装插件扩展功能。程序官网（页面存档备份，存于）上提供了400个免费插件。默认选项安装的HTML-Kit包含了一些通用的插件工具，如创建符合标准的HTML / XHTML页面的HTML Tid，代码片段库和HTML颜色选择器。
HTML-Kit可以运行批处理操作，如在多个文件中全局搜索和替换；支持Internet Explorer和Mozilla / Netscape并排预览,；通过HTML Tidy可以进行W3C Web内容可访问性检查；其他功能还包括：内部命令提示符、时间追踪器、翻译、语音合成向导和UnicodePad等。

## 语法高亮显示
截至292版本，HTML-Kit支持一些语言的语法高亮，如下：
- HTML
- 可扩展超文本标记语言（XHTML）
- 可扩展标记语言（XML）
- 层叠样式表（CSS)
- 可扩展样式表语言转换（XSLT）
- Visual Basic（VB）
- Visual Basic脚本（VBScript）
- PHP
- perl
- Python
- Ruby
- C /C++
- C♯
- Pascal
- LISP
- SQL
- 动态服务器页面（ASP）
- Java
- JavaScript
- JavaServer Pages（JSP）

## 评级
HTML-Kit在download.com（页面存档备份，存于）获得五星级评级，在php-editors（页面存档备份，存于）获得四星级评级。